# Risoluzione 2720 del Consiglio di sicurezza delle Nazioni Unite
La Risoluzione 2720 del Consiglio di Sicurezza delle Nazioni Unite, adottata il 22 dicembre 2023, ha chiesto maggiori aiuti per la crisi umanitaria di Gaza del 2023 provocata dalla guerra tra Israele e Hamas del 2023, compresa la fornitura di carburante, cibo e forniture mediche. Ha inoltre chiesto esplicitamente l'apertura di tutti i valichi di frontiera di Gaza per il passaggio degli aiuti umanitari, compreso il valico di frontiera di Kerem Shalom. La risoluzione ha anche proposto la nomina immediata di un coordinatore per gli aiuti umanitari e la ricostruzione per Gaza.
La risoluzione ha ricevuto l'approvazione di 13 membri, mentre Russia e Stati Uniti si sono astenuti dal voto. 

## Antefatti
Dal 2005, la Striscia di Gaza è stata travolta da una crisi umanitaria a causa dell’embargo imposto su quest’ultima da Israele, una situazione che si è ulteriormente aggravata a seguito della guerra tra Israele e Hamas iniziata nell’ottobre 2023. All'inizio del conflitto, Israele ha implementato un embargo totale sulla Striscia di Gaza, causando gravi carenze di carburante, cibo, medicinali, acqua e forniture mediche essenziali. Questo assedio ha portato a una riduzione del 90% della disponibilità di elettricità, influenzando le forniture energetiche degli ospedali, gli impianti di trattamento delle acque reflue e chiudendo le centrali di dissalazione che forniscono acqua potabile nella Striscia. I pesanti bombardamenti dell’aviazione israeliana ha inoltre causato danni catastrofici all'infrastruttura di Gaza, aggravando ulteriormente la crisi. Il Ministero della Salute di Gaza ha riportato che oltre 4.000 bambini sono uccisi esclusivamente nel primo mese di guerra. Il Segretario Generale delle Nazioni Unite, António Guterres, ha dichiarato che Gaza è diventata "un cimitero per i bambini".

## Votazioni
| Favorevoli (13) | Astenuti (2)           | Contrari (0) |
| --- | ---------------------- | ------------ |
| - Albania - Brasile - Cina - Ecuador - Francia - Gabon - Ghana - Regno Unito - Giappone - Malta - Mozambico - Svizzera - Emirati Arabi Uniti | - Russia - Stati Uniti |              |

* I membri permanenti sono riportati in grassetto.